# Vizerra
Vizerra – это программная платформа для просмотра 3D-моделей. Её пользователи получают доступ к интегрированному дополнительному контенту – например, к видеогидам. Доступные для скачивания 3D-модели используются в демонстрационных, рекламных и образовательных целях.

## О проекте
Название проекта имеет латинские корни и состоит из трех разных слов:  visio («зрение, образ»), erro («бродить») и terra («земля»). Такое название было выбрано в связи с тем, что проект Vizerra начинался как платформа для виртуальных путешествий.
На данный момент Vizerra в основном представляет собой библиотеку виртуальных 3D-копий реальных достопримечательностей. В их числе – монастыри, храмы, площади и памятники древних культур: Мачу-Пикчу, Староместская площадь в Праге, Ангкор-Ват и пр.
Среди инвесторов Александр Добровинский.

## Программа-клиент
Первая версия интерфейса программы-клиента Vizerra была выполнена в студии Артемия Лебедева.
Локации Vizerra созданы с применением следующих технологий:
SpeedTree от Interactive Data Visualization, Inc.;  PhysX от Nvidia Corporation; DirectX от Microsoft и др.